# المتحف الوطني للآثار القديمة والفنون الإسلامية
المتحف الوطني للآثار القديمة والفنون الإسلامية بمدينة الجزائر، هو أكبر وأقدم متحف في الجزائر، وأفريقيا.

## رابط خارجي
- الموقع الرسمي